# Оттон (мажордом)
Оттон (*Otton, д/н — бл. 641) — мажордом Австразії у 640—641 роках.

## Життєпис
Походив з франкського або алеманського роду Вайсенбургів з Ельзасу. Син доместіка Уро, що служив королю Австразії. У 633 або 634 році призначається королем Дагобертом I наставником короля Сігіберта III. Внаслідок цього почалося протистояння з родом Піпінідів.
У 640 році після смерті мажордома Піпіна Ланденського посада мажордома стала вакантною. На отримання цієї посади висунули претензії Ґрімоальд Старший, син Піпіна Ланденського, і Оттон. Заручившись підтримкою численних прихильників, вони протягом декількох років боролися один з одним за володіння посадою мажордома. Ймовірно, Оттон мав підтримку правителів прикордонних земель, зокрема Фара і Радульф, а також деяких представників знаті Нейстрії, зокрема роду Бургундофарів. Через відсутність достатньої кількості документів про історію Франкської держави цього часу, точно невідомо, займав чи Оттон посаду мажордома офіційно або був лише претендентом на цей пост. У хроніці Фредегара він згадується лише як бальї (baiolos). Втім багато сучасних істориків вважають Оттона повноправним володарем посади мажордома Австразії з огляду на те, що перед тим він був наставником короля Сігіберта III.
Зрештою Оттона за невідомих обставин було вбито Леутарієм II, герцогом Алеманії. За свідченням Фредегара, вбивство було організовано Грімоальдом. За різними відомостями, ця подія відбулася в 641, 642 або 643 році. Напевне це сталося перед походом проти герцогів Баварії та Тюрингії у 641 році, оскільки відомо що його очільником був Ґрімоальд Старший, який напевне в цей час став мажордомом. Це відповідає логіці подій: спочатку було повалено Оттона, а потім здійснено похід проти його союзників. Разом з тим гідно віри гіпотеза, відповідно до якої Оттон під тиском короля, на якого вплинули Грімоальд та Адалґісел, вимушений був очолити військо проти Тюрингії, але тут усіляко саботував облогу замку Радульфа, внаслідок чого франкське військо зазнало поразки 642 року. За це там же або по поверненню до Австразії Оттона було звинувачено у зраді й убито.

## Родина
- Гундоїн
- Амалінда